# Finstar Financial Group
Finstar Financial Group — многопрофильная международная инвестиционная группа, основанная группой инвесторов во главе с Олегом Бойко в 1996 году.
Приблизительная стоимость активов Finstar составляет 2 млрд долларов и включает инвестиции в сфере финансовых технологий, цифровых услуг, онлайн-кредитования и ритейла. Инвестиционная география насчитывает более 30 стран мира, среди которой страны СНГ, Европы и Азии.
Среди наиболее значимых активов Finstar в разное время значились «Евразхолдинг», латвийский банк Baltic Trust Bank, международная развлекательная сеть Ritzio Entertainment Group и парфюмерно-косметическая сеть «Рив Гош».

## История
Компания Finstar Financial Group была основана в 1996 году.
В 1999 году предпринимателями Олегом Бойко, ставшим председателем совета директоров, и Александром Абрамовым, был создан Евразхолдинг. В 2004 году, по сообщениям СМИ, доля Бойко (25 %) была продана за $ 600 млн.
В 2002 году на базе приобретённой доли в московской сети казино «Вулкан», образовалась Ritzio Entertainment Group, которая впоследствии преобразовалась в крупнейший игровой холдинг Восточной Европы. Сегодня Ritzio Entertainment Group владеет игорными залами в Германии, Румынии и Хорватии.
В 2007 году был приобретён контрольный пакет (75 %) акций парфюмерно-косметической сети «Рив Гош». За 5 лет сеть «Рив Гош» стала вторым по величине ритейлером на рынке парфюмерии и косметики: она состояла из 190 магазинов средней площадью 200—300 м2, расположенных в 40 городах России. В 2012 году 51 % акций перешёл к Августу Мейеру и Дмитрию Костыгину.
С 2011 года приоритетным направлением деятельности Finstar Financial Group становится инвестирование в сферу финансовых технологий. В 2011 году структуры Бойко инвестировали в латвийскую компанию в сегменте потребительского кредитования — 4finance. По состоянию на 2019 год компания работает на 16 рынках.
В 2015 году Finstar анонсировал создание группы компаний DFI, специализирующейся на цифровых кредитных бизнесах на развивающихся рынках Европы и Азии и внедрении инновационных технологий.
В 2016 году Finstar совместно с Holtzbrinck Ventures инвестировали 31,5 млн евро в немецкую онлайн-платформу кредитования Spotcap, предоставляющую кредитные услуги малому и среднему бизнесу
В апреле 2017 года руководство компании заявило о намерении инвестировать $150 млн в сферу финансовых технологий и НИОКР направление портфельных компаний в течение следующих 5 лет.
В 2021 году Finstar приобрела петербургский банк «СИАБ», в 2023 году он был переименован в «Финстар Банк».